# Pandèmia de COVID-19 a Ucraïna
Es va confirmar l'expansió de la pandèmia per coronavirus de 2019-2020 a Ucraïna a partir del 3 de març del 2020 quan es va detectar el primer cas de persona amb Covid-19 a la província de Txernivtsí, a l'oest del país. El 13 de març, la malaltia va fer la seva primera víctima mortal, una dona de 71 anys.
En data del 19 d'novembre comptaven 583.510 casos confirmats, 266.479 persones guarides i 10.369 morts a Ucraïna.

## Cronologia

Consells en ucraïnès per a evitar la contaminació

Mapa de regions amb casos de Covid-19 (el 14 d'abril)
150+ confirmed cases
Entre 70 i 149 casos confirmats
Entre 30 i 69 casos confirmats
Entre 10 i 29 casos confirmats
Entre 4 i 9 casos confirmats
Entre 1 i 3 casos confirmats

El 27 de gener, SkyUp, una companyia aèria ucraïnesa de baix cost, va anunciar que aturava els seus vols amb la ciutat xinesa de Sanya (illa de Hainan) fins al mes de març.
Més endavant, va ser la companyia més important del país, Ukraine International Airlines, que va suspendre tots els seus vols de fret amb l'Aeroport Internacional de Sanya Phoenix el 4 de febrer. Al començament, es preveia que la suspensió duraria fins al 24 de febrer, però la companyia no ha indicat si els vols tornarien a funcionar.
El 3 de març, el govern ucraïnès confirmava el primer cas de Covid-19, un home de Txernivtsí que havia viatjat amb avió des d'Itàlia fins a Romania i havia tornat a Ucraïna en cotxe.
El 12 de març, es van fer públics dos casos més d'infecció. El diagnòstic revelà que es tractava d'un home de la província de Txernivtsí, casat amb una dona que havia viatjat recentment a Itàlia, i d'una dona de la província de Zhytomyr que havia tornat de Polònia l'1 de març. Aquesta dona, una nadiua de Radmyshl que tenia 71 anys, va morir l'endemà, esdevenint aleshores la primera víctima mortal del país.
El 16 de març es van revelar dos nous casos confirmats a la província de Txernivtsí, i dos altres a la capital Kyiv. A aquesta darrera ciutat, una de les persones era un estudiant que havia tingut contacte amb la dona infectada a la regió de Jytòmyr, mentre que l'altre individu era una dona que havia tornat de França.
A partir del 6 d'abril ha esdevingut obligatori de portar una careta sanitària als llocs públics. A Kyiv, s'ha especificat que els espais públics incloïen els parcs i els carrers.

## Dades estadístiques
Evolució del nombre de persones infectades amb COVID-19 a Ucraïna
Evolució del nombre de morts del COVID-19 a Ucraïna